# Cupa Moldovei 1995-1996
La Cupa Moldovei 1995-1996 è stata la quinta edizione della coppa nazionale disputata in Moldavia giocata tra l'autunno 1995 e la primavera del 1996. Vincitore della competizione è stato il Constructorul Chișinău che ha conquistato il diritto a partecipare alla Coppa delle Coppe 1996-1997

## Quarti di Finale
| Squadra 1               | Totale | Squadra 2              | Andata | Ritorno |
| ----------------------- | ------ | ---------------------- | ------ | ------- |
| Locomotiva Bălți        | 1-7    | Spumante Cricova       | 1-2    | 0-6     |
| Locomotiva Basarabeasca | 2-0    | FC Tighina             | 0-0    | 2-0     |
| Nistru Otaci            | 1-1    | Constructorul Chișinău | 0-1    | 1-0     |
| Zimbru Chișinău         | 1-2    | Tiligul-Tiras Tiraspol | 1-1    | 0-1     |

## Semifinale
| Squadra 1              | Totale | Squadra 2               | Andata | Ritorno |
| ---------------------- | ------ | ----------------------- | ------ | ------- |
| Spumante Cricova       | 1-5    | Tiligul-Tiras Tiraspol  | 0-2    | 1-3     |
| Constructorul Chișinău | 5-3    | Locomotiva Basarabeasca | 4-1    | 1-2     |

## Finale
| Chișinău | Constructorul Chișinău | 2 – 1 | Tiligul-Tiras Tiraspol |  |